# Krucjaty pruskie

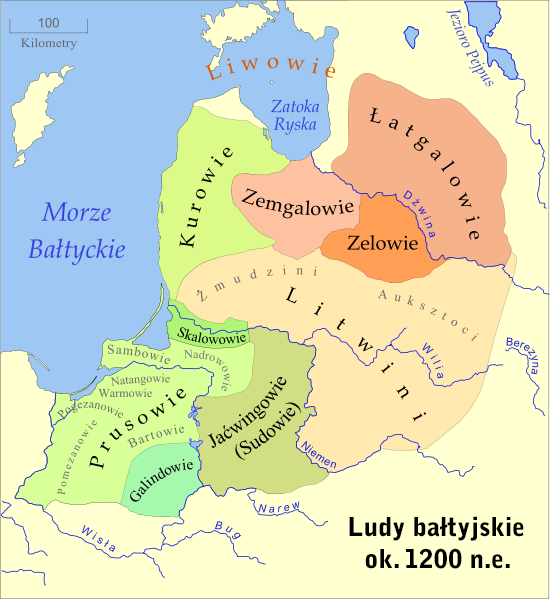
Bałtowie około 1200

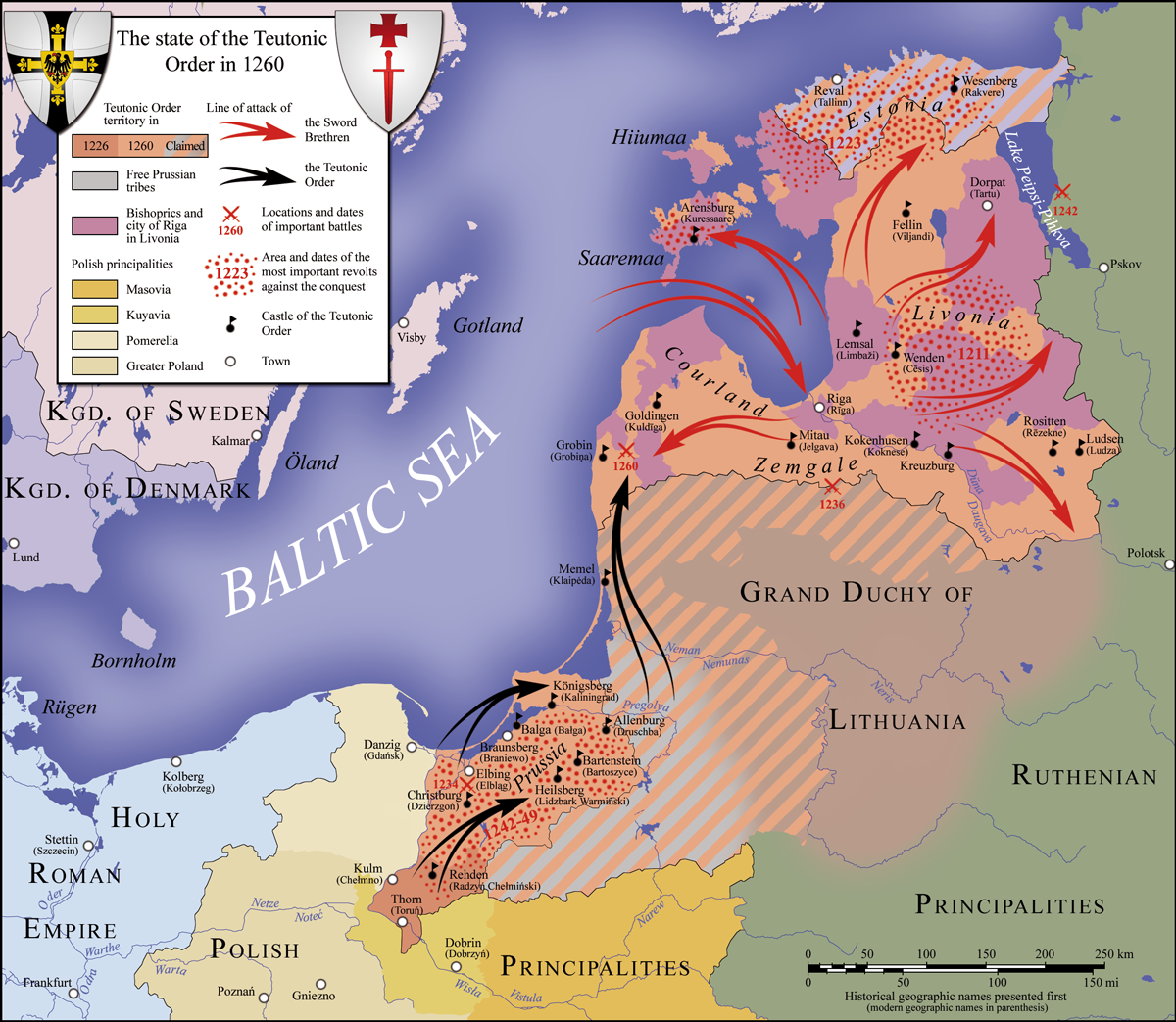
Państwo zakonu krzyżackiego w 1260

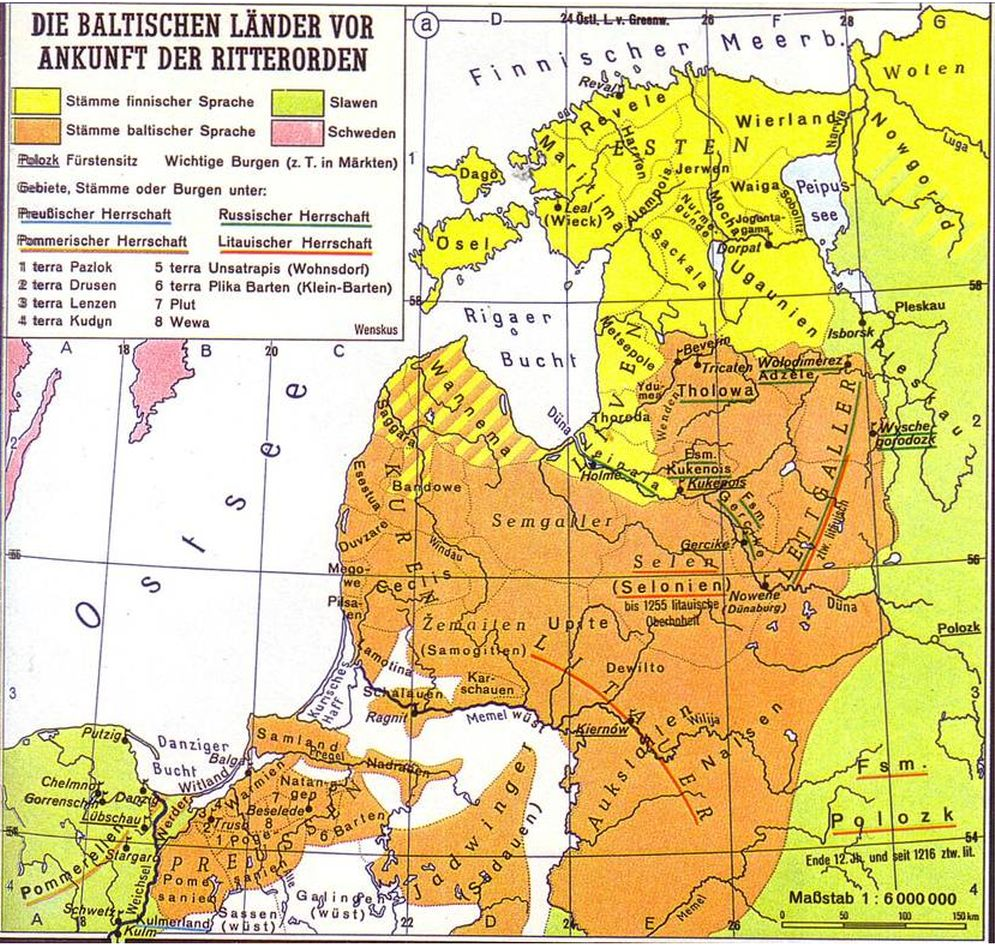
Ziemie Prusów i Bałtów przed przybyciem zakonów rycerskich

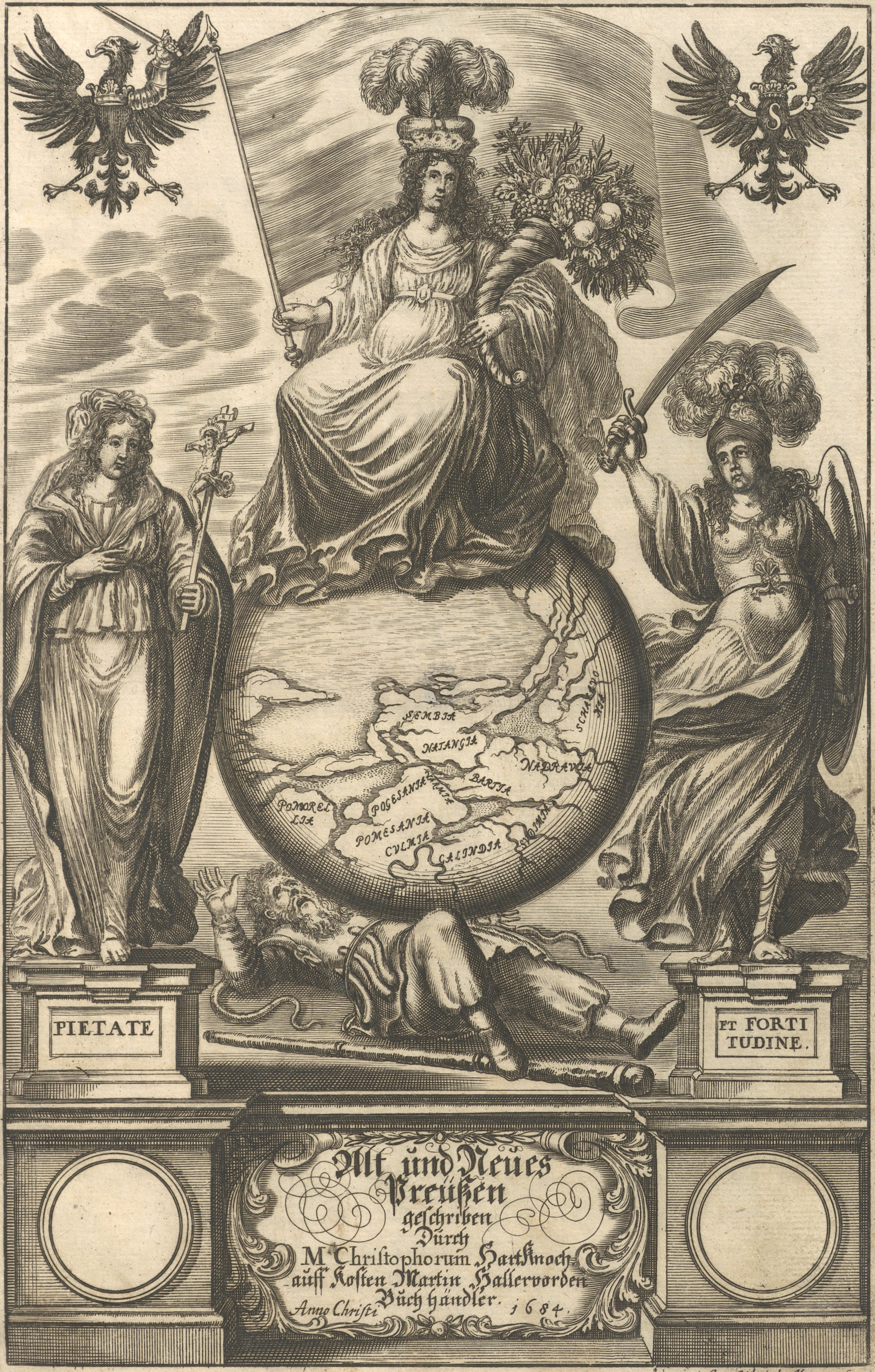
Alegoria podboju Prus przez Krzyżaków według Krzysztofa Hartknocha

Na początku XIII wieku, w latach 1222–1223 książęta: Władysław Odonic (Wielkopolska), Konrad I (książę mazowiecki), Mściwoj I (książę gdański), Leszek Biały (książę krakowski) i Henryk I Brodaty (książę śląski) prowadzili akcję chrystianizacyjną na terenach Prus. Akcję misyjną prowadził opat zakonu cystersów w Łeknie i zakon rycerski braci dobrzyńskich, powołany w tym celu przez księcia Konrada. Akcje nie przyniosły jednak spodziewanych efektów. Wielkie zaangażowanie w chrystianizację Prus książąt polskich – Konrada mazowieckiego i Henryka Brodatego, inspirowane było przez papieża Honoriusza III, który chciał założyć w Prusach państwo kościelne. Cel ten chciał osiągnąć z pomocą cystersów i księcia gdańskiego Świętopełka II, popierając go w jego dążeniach uniezależnienia się od Polski.
W 1226 książę mazowiecki Konrad zaprosił, za namową Jadwigi Śląskiej, zakon na swoje ziemie, przyznając mu w 1228 w dzierżawę ziemię chełmińską oraz ziemię michałowską. Pomimo tego Konrad zachował całość swoich prerogatyw książęcych. Ziemia chełmińska i michałowska miała stanowić dla zakonu bazę do rozpoczęcia walk z plemionami Prusów, które zagrażały północnym rubieżom Mazowsza. Jednocześnie zakon jako wykrystalizowana już organizacja rycerska niezależna od biskupa pruskiego Christiana z Oliwy stanowił dla tego ostatniego poważną konkurencję. Późniejsze porozumienia Christiana z Krzyżakami nie oznaczały poddania się tych ostatnich jego woli. Wręcz przeciwnie, zakon z pomocą zwłaszcza legata papieskiego Wilhelma z Modeny podważał stanowisko biskupa pruskiego, aż w końcu udało mu się przejąć kontrolę nad misją w Prusach, Christianowi pozostawiając tylko jedno z trzech biskupstw utworzonych na terenie Prus, które miał sobie wybrać (czego nie zdążył już zrobić, gdyż nagle zmarł).
W 1234 współpracę Konrada mazowieckiego z Krzyżakami zakłócił poważnie najazd zaproszonego przez nich do walki z Prusami margrabiego Miśni Henryka III, który napadł na stolicę księstwa mazowieckiego Płock i spalił tamtejszą katedrę. Postawiło to w bardzo niekorzystnym położeniu zakon, który po wcieleniu braci dobrzyńskich nieopatrznie przejął bez zgody Konrada przekazaną tym ostatnim ziemię dobrzyńską. Zaostrzyło to reakcję Konrada, który odebrał zakonowi wszystkie nadane ziemie. Dlatego Krzyżacy postarali się u cesarza Fryderyka II, aby wydał im w 1235 tak zwaną „Złotą bullę” (antydatowaną na 1226), która potwierdzała nadanie Krzyżakom ziemi chełmińskiej oraz michałowskiej, jednak nie jako lenna Konrada mazowieckiego, ale jako suwerennych właścicieli dzielnicy. Złota bulla dostarczyła argumentów legatowi papieskiemu, które pozwoliły na obronę zakonu w sporze z Konradem mazowieckim. Dzięki temu udało się legatowi papieskiemu Wilhelmowi z Modeny doprowadzić w dniu 19 października 1235 do zawarcia ugody Konrada z władzami zakonu. Zgodnie z jej treścią Konrad powtórnie przekazał Krzyżakom ziemię chełmińską, michałowską i okręg nieszawski, natomiast zakon zwrócił Konradowi ziemię dobrzyńską.
Sprowadzeni Krzyżacy wygrali rywalizację z cystersami o misję w Prusach, a książęta polscy razem z Krzyżakami w 1242 zawarli układ o podziale Pomorza Gdańskiego i rozpoczęli wojnę zwaną piętnastoletnią, która jednak Polsce nie przyniosła odzyskania wpływów na Pomorzu.
Oprócz napływu kolejnych braci zakon uzyskał także wsparcie papieża Grzegorza IX – wyprawy przeciw Prusom zyskały rangę krucjat, w których brali udział także polscy książęta. W 1235 do Krzyżaków przyłączyli się bracia dobrzyńscy, a w 1237 zakon kawalerów mieczowych zawarł z nimi sojusz polityczno-militarny, będący unią tych dwóch zakonów.

## I etap podboju Prus
Od 1230 do 1242 zakon krzyżacki, dzięki posiłkom przysyłanym przez Fryderyka II oraz wsparciu rycerstwa z Niemiec, Pomorza i Mazowsza zdołał zająć Prusy Górne, czyli tereny do rzeki Pasłęki (dawna Pomezania i Pogezania). System podboju polegał na budowaniu twierdz wzdłuż Wisły i Zalewu Wiślanego, a następnie posuwaniu się w głąb lądu Prus. Po podboju Pomezanii i Pogezanii zakonowi udało się zdobyć tereny nad Zalewem Wiślanym, w północnej nadmorskiej części Warmii, które miały być punktem wyjścia do podboju Prus Dolnych.
Sukcesy zakonu spowodowały wybuch I powstania Prusów, których niespodziewanie poparł książę pomorski Świętopełk II, wypowiadając wojnę Krzyżakom w 1242. W związku z porwaniem przez zakonników jego syna Mściwoja, książę Świętopełk podpisał pokój na Kowalowym Ostrowie w 1248, na mocy którego między innymi utracił na rzecz Krzyżaków gród Zantyr i Pień oraz prawo pobierania od nich cła. Zdecydowało to o klęsce powstania i zmusiło Prusów do podpisania w 1249 układu w Dzierzgoniu. Prusowie uznali władzę zwierzchnią zakonu i przenieśli się według jego postanowień za Pasłękę. Świeżo zdobyte tereny zakonne zostały skolonizowane przez chłopów sprowadzanych z Mazowsza, Śląska i Niemiec.
Kampanie przeciwko Jaćwingom i Litwinom prowadzili również w latach 1248–1282 książęta Bolesław Wstydliwy i Leszek Czarny. Zwyciężali oni siły pogan najeżdżających Mazowsze, Kujawy i Lubelszczyznę. Przeprowadzili też kilka wypraw na terytoria Jaćwingów.

## II etap podboju Prus
Drugi etap podboju Prusów zaczął się w rok po układzie w Dzierzgoniu, kiedy to zakon podjął jednorazową kampanię zdobycia Dolnych Prus i Sambii, co było możliwe dzięki wsparciu króla Czech Przemysła Ottokara II. Na cześć tego króla główna siedziba zakonu w Dolnych Prusach została nazwana Królewcem.
W 1260 wybuchło kolejne II powstanie pruskie wspierane przez litewskiego wielkiego księcia Mendoga i pozostałe, niepodbite plemiona Prusów i Jaćwingów. Litwini najechali też sprzymierzone z zakonem Mazowsze. Dzięki ogłoszeniu przez papieża Klemensa IV nowej wyprawy krzyżowej do Prus przybyło rycerstwo z całej Europy. Przewaga militarna oraz sprawdzona technika budowania twierdz sprawiła, że trwającą kilkanaście lat wojnę podjazdową zwyciężyli w 1274 Krzyżacy oraz ich sojusznicy z Polski, Czech i Niemiec.
W trakcie walk powstała na terenie Prus świetnie zorganizowana sieć zamków i twierdz, wokół których zaczęły powstawać rolniczo-leśne latyfundia zarządzane przez rycerzy zakonnych.